# 京渝高速动车组列车
京渝高速动车组列车是中国铁路运行于首都北京市至直辖市重庆市间的高速动车组列车，现每天开行4对列车，其中G51/54次列车由北京局集团北京客运段担当，其余列车均由成都局集团重庆客运段担当。

## 历史
2015年1月1日起，新增北京西~重庆北G309/310次，经由京广高铁、宁蓉铁路运行。2017年9月21日，G309/310次列车曾延长至成都东站始发终到，但于同年12月28日恢复重庆北站始发终到。
2018年原北京西~信阳东G571/574次列车调整为北京西~重庆西，并改由成都局集团担当。路途经过成渝客运专线、西成客运专线、郑西客运专线和京广高速铁路，全程2176公里，单程运行时间为11小时20分（往北京）和11小时11分（往重庆）。相比经过宁蓉铁路的车次，G571/574次列车的用时少1小时。7月1日，重庆北—北京西G310次延长南充北站始发。
2021年6月25日，全国范围内开始新一轮的调图，由于宁蓉铁路宜昌东至凉雾段被纳入汛期重点管控路段并改用LKJ信号列控，致使该路段无法运行高速动车组列车，故G309/310次列车于郑州东至重庆北区间改经由徐兰高铁、西成客专、成渝高铁运行。同时G310次列车再度恢复重庆北站始发。
2022年6月20日，配合郑渝高铁襄万段开通以及京广高铁北段运行图重排，重新安排北京西~重庆北G51/54次、G53/52次、G351/352次，北京西~重庆西G387/388次合计4对列车。此次调图后，北京西至重庆北最快6小时46分可达。
2023年10月11日，G351/352次列车改为重庆西站始发终到。
2024年1月10日，G387/388次列车改为北京丰台站始发终到。
2024年6月15日，G351/352次列车恢复至重庆北站始发终到。

## 使用列车

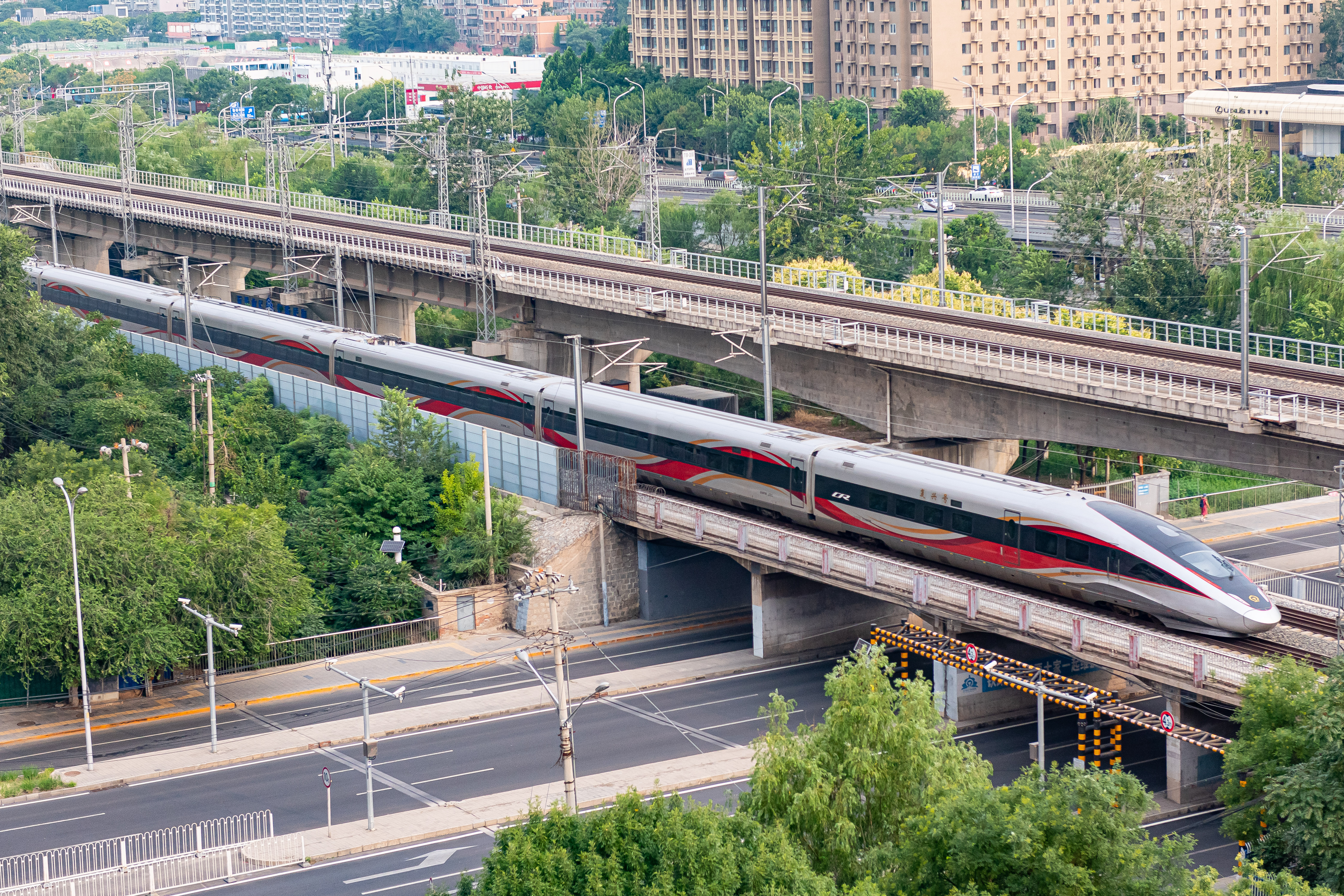
北京局G51次列车驶经北京莲玉桥（2024年6月）

G51/54次列车使用配属北京局集团北京南动车运用所的CR400BF-Z，重联运行；G53/52次列车使用配属成都局集团重庆西动车运用所的CR400AF，重联运行；G351/352次列车使用配属成都局集团重庆西动车运用所的CRH380A；G387/388次列车使用配属成都局集团重庆西动车运用所的CR400AF-S，重联运行。